# Уршак (Міякинський район)
Урша́к (рос. Уршак, башк. Өршәк) — село у складі Міякинського району Башкортостану, Росія. Входить до складу Уршакбашкарамалинської сільської ради.
Населення — 413 осіб (2010; 476 в 2002).
Національний склад:
- татари — 79%